# Veijo Rönkkönen

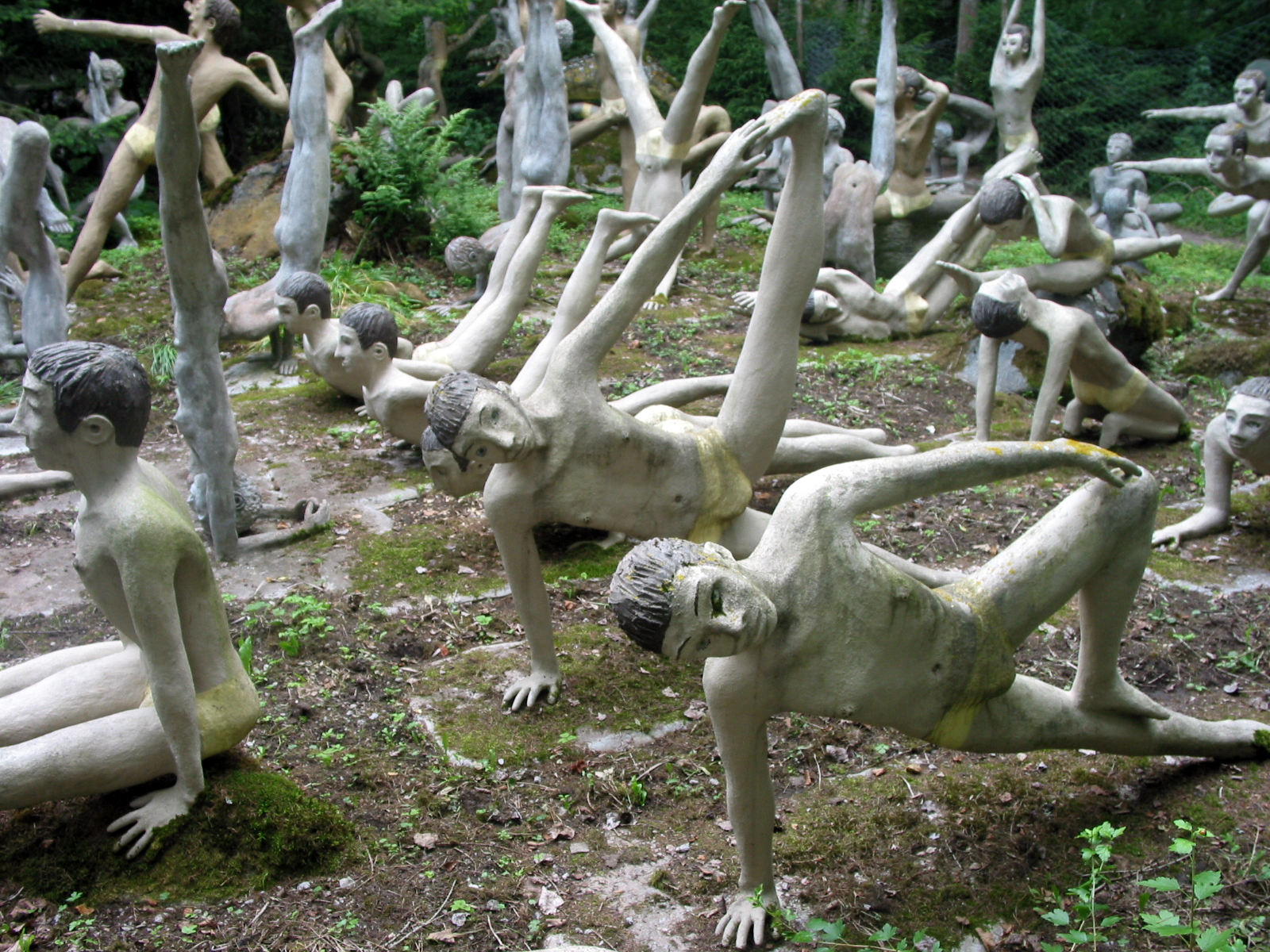
Skulpturer i Parikkala skulpturpark.

Veijo Rönkkönen, född 25 februari 1944 i Parikkala i Södra Karelen i Finland, död 23 mars 2010 i Parikkala, var en finländsk skulptör.
Veijo Rönkkönen växte upp som yngst i en familj med fyra barn. Vid 16 års ålder började Veijo Rönkkönen att arbeta på ett pappersbruk i Simpele. Av sin första lön köpte han tio äppelträdsplantor och började bygga upp en trädgård på tomten, vilken senare blev en betydande del av den konstmiljö han skapade. Från 1961 byggde han upp Parikkala skulpturpark med omkring 550 egenskapade skulpturer av betong och diverse material i en halv hektar stor trädgård. Flertalet är mossbeklädda mänskliga figurer, varav fler än 200 utövar yoga.
Resejournalisternas förening valde 2008 skulpturparken till årets inhemska resmål. Veijo Rönkkönen fick Finlandspriset 2007.